# Hlevnica
Hlevnica – wieś w Chorwacji, w żupanii krapińsko-zagorskiej, w gminie Đurmanec. W 2011 roku liczyła 254 mieszkańców.